# 마동초등학교
마동초등학교는 대한민국 충청남도 서천군 마서면 송내리에 있는 공립 초등학교이다.

## 학교 연혁
- 1929년 4월 1일 마동공립보통학교(4년제) 개교(원수리)
- 1930년 3월 3일 4년제 보통학교 인가
- 1938년 4월 1일 마동공립심상소학교로 개칭
- 1941년 4월 1일 마동공립국민학교(6년제)로 개칭
- 1949년 10월 1일 장선국민학교 분리
- 1984년 2월 28일 병설유치원 인가
- 1993년 3월 1일 장선분교장 편입
- 1996년 3월 1일 마동초등학교로 개칭
- 1999년 9월 1일 장선분교장 통폐합
- 2011년 2월 11일 제79회 졸업식 9명(총 5,128명)
- 2013년 3월 1일 초등 6학급, 병설유치원 1학급 편성
- 2014년 2월 12일 제82회 졸업 11명(총 5174명)
- 2016년 2월 5일 제84회 졸업 13명(총 5206명)
- 2025년 3월 1일 서남초등학교 통합

## 참고 자료
- 마동초등학교 - 한국교육학술정보원 학교알리미